# Žilina
Žilina (ungerska: Zsolna; tyska: Sillein; polska: Żylina) är stad i norra Slovakien, nära gränsen till både Tjeckien och Polen, med 86 000 invånare. Žilina är den femte största staden i Slovakien och har bland annat ett universitet grundat 1953. Den största privata arbetsgivaren är Hyundai/Kia med sin bilfabrik i staden. Žilina är ansluten med huvudstaden Bratislava via en 200 km lång nybyggd motorväg (se D1 (motorväg, Slovakien)).

## Historia
Troligtvis har stadens territorium varit bebott redan sedan den senaste istiden, alltså ungefär 20 000 f.Kr. Från denna period återstår den kända bosättningen i kvarteret Závodie. Staden har även varit bebodd under bronsåldern, järnåldern och under romarriket.
Den slaviska bosättningen har i området funnits sedan 1200-talet. År 1312 blev Žilina en erkänd fri kunglig stad av Karl I Robert av Ungern. Sedan 1990 har det historiska centret blivit någorlunda återställt.

## Utbildning
I Žilina finns det ett universitet kallat Žilinas universitet. Universitetet omfattar sju fakulteter och mer än 9 000 studenter i olika former av utbildningar. Fram tills 1996 hade universitetet namnet Transport och kommunikationsskolan. Med sin inriktning på transport var skolan mycket unik. Idag finns där bland annat utbildningar i teknik samt telekommunikation. Sedan 1960 har det gått ut över 30 000 elever ifrån universitetet.

## Turism och kultur
Žilina erbjuder många möjligheter för sina turister. Det finns flera hotell, motell och campingplatser i stadens område. Staden själv erbjudet många caféer och flera asiatiska restauranger, snabbmatställen och så vidare. Den typiska måltiden i Žilina är bryndzové halušky, pasta med mjuk fårost. En måltid som de flesta turister faktiskt provar sig på under ett besök i staden.
I staden finns det även en stadsteater som har ungdomsgruppen Maják som samarbetspartner. Denna grupp av teatermänniskor är även rankade som en av de bästa i hela Slovakien. Staden har även Slovakiens äldsta sockteater och är än idag landets mest professionella. 
Žilina har många festivaler och parader varje år, främst under sommarmånaderna. Det är olika typer av festivaler, bland annat har universitetet en årlig festival kallad Stavbár.

## Transport
Utanför Žilina finns flygplatsen Žilinas flygplats som har flygningar till Prag.

## Vänorter
Žilina har följande vänorter:
- Blagoevgrad, Bulgarien
- Bielsko-Biała, Polen
- Changchun, Kina
- Chania, Grekland
- Corby, Storbritannien
- Czechowice-Dziedzice, Polen
- Dnipro, Ukraina
- Essen, Belgien
- Ferrara, Italien
- Frýdek-Místek, Tjeckien
- Kikinda, Serbien
- Koper, Slovenien
- Nanterre, Frankrike
- Plzeň, Tjeckien
- Prag, Tjeckien